# Marnand (Francja)
Marnand – miejscowość i gmina we Francji, w regionie Owernia-Rodan-Alpy, w departamencie Rodan.
Według danych na rok 1990 gminę zamieszkiwały 494 osoby, a gęstość zaludnienia wynosiła 56 osób/km² (wśród 2880 gmin regionu Rodan-Alpy Marnand plasuje się na 1149. miejscu pod względem liczby ludności, natomiast pod względem powierzchni na miejscu 1218.).